# Niclas Trouvé
Per Niclas Trouvé, född 1 juli 1966, är en svensk diplomat.

## Biografi
Trouvé har tjänstgjort på ambassaderna i Tallinn och Helsingfors samt vid Utrikesdepartementet (UD). Han har också varit gruppchef inom dåvarande enheten för europeisk säkerhetspolitik. Han har också arbetat ett par år i försvarsberedningen i riksdagen. Fram till 2006 var han ambassadråd i New Delhi. Trouvé var ambassadör i Bagdad 2006–2010 (2006-2009 sidoackrediterad från Amman) och var särskilt sändebud för Afghanistan och Pakistan med placering på Asienenheten i Stockholm 2010–2014. Den 14 augusti 2014 utsågs han till ambassadör i Budapest. Den 29 maj 2019 utsågs Trouvé till ambassadör i Riyadh.